# Кабак
Каба́к (на территории Украины также устар. «шино́к») — питейное заведение в Российской империи с розничной продажей алкоголя и других акцизных товаров (игральных карт, табака).
Старинное название кружечного двора (кабака) в московской Руси — кружало.

## Этимология
Слово кабак в письменных источниках впервые появляется в 1563 году (эту дату называет этимологический словарь Фасмера). Считается, что слово заимствовано из нижне-немецкого диалекта kabacke, kaback — «ветхий дом, хибара», хотя Фасмер отмечает и возможное обратное заимствование из русского с «восточным» происхождением слова. С 1820-х годов высказывается предположение о тюркском происхождении слова. Этимология омонима «кабак/кабачок» в смысле «тыква» в настоящее время обычно объясняется отдельно.

## История
Родоначальником кабака может считаться раннеславянская корчма, куда народ сходился для питья и еды, для бесед и попоек с песнями и музыкой.
В корчмах у западных славян приставы передавали народу постановления правительства, судьи творили суд, разбирались дела между приезжими; корчмы долго заменяли ратуши и гостиные дворы.
Начиная с XI века упоминания корчмы встречаются почти у всех славян. Древнейшие напитки, продававшиеся в корчме — квас, пиво и мёд. Почти в каждом городе была минимум одна корчма, а где-то — и несколько. Сначала западно-славянские корчмы были вольными учреждениями и только позже сделались княжескими, казёнными; тогда стали появляться и тайные. Следы корчмы у восточных славян, особенно на территории современной Украины, сохранились дольше всего.
Иван IV запретил в Москве продавать водку, позволив пить её одним опричникам, и для их попоек построил «на балчуге» (на топи) особый дом, названный кабак. Кабак «на балчуге» полюбился царю, и около 1555 года Москва начала предписывать наместникам прекращать везде торговлю питьями, то есть корчму, и заводить «царевы кабаки» — с ними появился и откуп. Владельцем одного из кабаков был немецкий авантюрист Генрих фон Штаден, живший в Москве примерно до 1574 года и позднее, в 1577—1578 годах, составивший описание Московии.
В царских, московских кабаках можно было пить только одним крестьянам и посадским; люди других сословий (духовенство и бояре) пили напитки у себя дома и имели право владеть кабаком. С этого времени распространение кабаков на Руси пошло очень быстро: Джильс Флетчер писал, что в его время (1589) уже в каждом большом городе стоял кабак. Борис Годунов завёл «откупные кабаки» по всем городам. Рядом с царскими кабаками распространялись по городам и кабаки боярские — со 2-й половины XVI века кормленье тамгой и кабаком стало желанной целью бояр и князей.
В 1626 году в Москве насчитывалось 25 таких заведений. Располагались они во всех частях города, кроме Кремля. Известно, что в XVII веке кабаки были на Красной площади, под раскатами у Никольских и Ильинских ворот (этот кабак у Лобного места носил название «Под пушкой»), на берегу Неглинной, у Зачатьевского монастыря.
В 1651 году откупа были уничтожены и кабаки были названы кружечными дворами, и «велено во всех государевых селах и городах быть по одному кружечному двору». В 1652 году были запрещены кабаки, принадлежавшие частным лицам, и оставлена одна казённая продажа на вере. Олеарий насчитывал кружечных дворов во всем государстве до 1000.
Несмотря на указы 1651 и 1652 годов, откупа и кабаки продолжали существовать и вскоре даже получили правительственную санкцию.
Из Московской Руси кабаки в том же XVII веке пытались перейти и в Малороссию, но укорениться здесь не смогли: корчма и шинок вплоть до XX века оставались коренным отличием украинских и московских земель.
Высший надзор за продажей вина в кабаках сначала поручен был царским наместникам, а потом находился в ведении приказов, управлявших областями. В Москве и в причислявшихся к ней городах для этого существовало особое учреждение, новая четь, или четверть, известная с 1597 года и по указу 1678 года переименованная в Приказ новыя четверти.
При Алексее Михайловиче управление кабаками стягивается в Приказ Большого Дворца и в Приказ Большой казны. Продавали вино или верные целовальники и головы, выбиравшиеся преимущественно из торговых людей и людей «первых статей», или откупщики. С выборных брали записи, заставляли присягать и целовать крест.
Всякий расход кабацких сумм производился только с разрешения воевод и по царским грамотам, причём всегда делалась оговорка: «держать денег на расход вполовину против прежнего и даже меньше, чтоб государевой казне порухи не было».
При сборе и хранении кабацких сумм принимались всевозможные предосторожности; между прочим, имелся целый штат кабацких подьячих. Всякий кабацкий голова был обязан давать отчёт местному воеводе и Москве, и только в 1667 году как целовальники, так и головы были изъяты из ведомства воевод и подчинены надзору земских старост. На каждый кабак был наложен известный оклад, который поручалось собирать с прибылью. Всякий недобор считался нерадением, и выборные должны были идти на правёж, переходивший и на избирателей. Кроме того, кабацким выборным поручалось преследование корчемства и взыскание корчемных денег.
В 1699 году целовальников и голов сменили кабацкие бурмистры, подчинённые бурмистерской палате, ведавшей питейным делом, которое в 1717 году перешло в ведение камер-коллегии.
Увеличившееся пьянство в кабаках возбудило «омерзение» в правящих сферах, и в 1746 году слово «кабак» было заменено словосочетанием «питейное заведение». Само слово, однако, не исчезло из употребления, и осталось известным как в России, так и за её пределами. Так, в знаменитой французской «Энциклопедии» (1765) объяснялось:
Кабак…, так называют в Московии публичные места, где продаются вина, пиво, крепкие алкогольные напитки, табак, игральные карты и другие товары, доход от чего поступает царю, чьей монополией торговля этими товарами является на всей территории царства. Есть два типа кабаков: большие — оптовые, и малые — розничные.
Оригинальный текст (фр.)Kabak… on nomme ainsi en Moscovie les lieux publics où se vendent les vins, la bierre, l'eau-de-vie, le tabac, les cartes à jouer, & autres marchandises, au profit du Czar qui s'en est réservé le débit dans toute l'étendue de ses états. II y a de deux sortes de kabaks; les grands où toutes ces marchandises se vendent en gros, & les petits où elles se vendent en détail.
Другая попытка переименования была предпринята Екатериной II: в её «Уставе о винокурении» от 1765 года, которым была введена откупная система, кабаки были в очередной раз переименованы в питейные дома, так как «от происшедших злоупотреблений название кабака сделалось весьма подло и бесчестно».